# ینی‌جکوی
ینی‌جکوی (به ترکی استانبولی: Yeniceköy) شهری است در کشور ترکیه که در استان بورسا واقع شده‌است. جمعیت این شهر بر اساس سرشماری سال ۲۰۰۸ میلادی ۱۱٬۵۰۹ نفر و بر اساس برآوردهای سال ۲۰۰۹ میلادی ۱۱٬۵۳۱ نفر می‌باشد.